# Ejn Kinije
Ejn Kinije nebo Ejn Kinija (hebrejsky עֵין קֻנִיֶּה nebo עין קנייא , arabsky عين قينيا, v oficiálním přepisu do angličtiny Ein Qiniyye, přepisováno též Ein Qiniya, Ein Kenya nebo Ein Knaya) je místní rada (malé město) v Izraeli, v Severním distriktu, respektive na okupovaných Golanských výšinách, obývané Drúzy.

## Geografie
Leží v nadmořské výšce 750 metrů na severovýchodním okraji Golanských výšin, na jižním úbočí masivu hory Hermon, 157 kilometrů severovýchodně od centra Tel Avivu a cca 83 kilometrů severovýchodně od centra Haify.
Ejn Kinije je situována v severní části Golanských výšin, ve které je osídlení etnicky smíšené. Vlastní Ejn Kinije je osídlena arabsky mluvícími Drúzy. Drúzské jsou i další lidnaté obce v okolí (Buk'ata, Mas'ade nebo Madždal Šams). Mezi nimi a v okolí leží i několik židovských vesnic. 2 kilometry severovýchodně od Ejn Kinije je to například vesnice Nimrod. 2 kilometry na sever leží Neve Ativ.
Na dopravní síť je Ejn Kinije napojena pomocí severojižního tahu dálnice číslo 99, která vede k západu, do údolí řeky Jordán. Stejným směrem vede i lokální silnice číslo 989, která obec míjí na severní straně.

## Dějiny
Ejn Kinije leží na Golanských výšinách, které byly dobyty izraelskou armádou během šestidenní války v roce 1967 a jsou od té doby cíleně osidlovány Izraelci. Podle Zákona o Golanských výšinách z roku 1981 bylo toto původně syrské území anektováno Izraelem a začleněno pod civilní správu v rámci izraelského Severního distriktu. Původní syrské arabské obyvatelstvo během izraelské ofenzívy roku 1967 uprchlo s výjimkou obyvatel několika vesnic osídlených Drúzy. Jednou z těchto vesnic byla i Ejn Kinije.
Ejn Kiniji popsal koncem 19. století francouzský cestovatel Victor Guérin jako vesnici s cca 500 obyvateli, z nichž 300 byli Drúzové, zbytek arabští křesťané (maronité). V okolí bylo několik pramenů, které obyvatelům poskytovaly dostatek kvalitní pitné vody. V okolí se pěstoval tabák, bavlna, olivy a fíky. Roku 1967 křesťanští Arabové z vesnice uprchli a obec je tak od té doby čistě drúzská.
Roku 1982, tedy krátce po anexi Golan Izraelem byla Ejn Kinije povýšena na |místní radu (malé město).
Jižně od Ejn Kinije se nachází most přes údolí a vádí Nachal Sa'ar. Most byl během šestidenní války v roce 1967 vyhozen do povětří ustupující syrskou armádou. Po válce byl obnoven a nazván Mostem přátelství „Gešer ha-Jedidut“ (גשר הידידות), což má symbolizovat přátelské vztahy mezi Židy a Drúzy.

## Demografie
Podle údajů z roku 2005 tvořili Drúzové 98,8 % populace v Ejn Kinije , arabští křesťané 0,7 % a arabští muslimové 0,5 %. Jde o menší sídlo městského typu. K 31. prosinci 2014 zde žilo 1920 lidí. Během roku 2014 stoupla registrovaná populace o 1,5 %.
| Rok            | 1983  | 1995  | 2001  | 2003  | 2004  | 2005  | 2006  | 2007  | 2008  | 2009  | 2010  | 2011  | 2012  | 2013  | 2014  |
| -------------- | ----- | ----- | ----- | ----- | ----- | ----- | ----- | ----- | ----- | ----- | ----- | ----- | ----- | ----- | ----- |
| Počet obyvatel | 1 163 | 1 500 | 1 700 | 1 758 | 1 803 | 1 846 | 1 893 | 1 940 | 1 998 | 1 735 | 1 765 | 1 805 | 1 871 | 1 892 | 1 920 |